# لیلا آنا لی
لیلا آنا لی (انگلیسی: Layla Anna-Lee؛ زادهٔ ۲۲ مارس ۱۹۸۳) مجری تلویزیون، مدل، بازیگر، بازیگر سینما و خبرنگار ورزشی اهل بریتانیا است.